# オリンピア・プレス
オリンピア・プレス（Olympia Press）は、パリを拠点とする出版社。性愛文学とアバンギャルド文学を出版し、ウラジーミル・ナボコフの『ロリータ』を初めて出版したことで最もよく知られている。

## 概要
1953年、モーリス・ジロディアスが父親のジャック・カハネから受け継いだオベリスク・プレスのブランド変更版として設立した。「オリンピア・プレス」という社名は「父親のオベリスク・プレスと韻を踏む意味もあったが、マネの有名な絵「オランピア」に敬意を捧げる意味もあった」という。
1955年、ウラジーミル・ナボコフの『ロリータ』を出版。その内容からアメリカでは5つの出版社から刊行を断られたと伝えられており、パリでの出版はナボコフにとって最後に残された選択肢だった。
1965年、ド・ゴール政府の弾圧によりフランスでの活動が困難となり、ニューヨークに拠点を移す。
1973年、オリンピアUSAが破産。ジロディアスはなおもフリーウェイ・プレスを立ち上げて出版活動を続けるものの、こちらも1974年には活動断念に追い込まれた。

## 特徴
かつてのアルバトロス叢書を模したようなタイポグラフィカルなデザインが特徴で、緑色のカバーの「トラベラーズ・コンパニオン（Traveller's Companion）」シリーズが特に有名。また「オフィーリア・プレス（Ophelia Press）」というインプリントでも出版活動を行った。こちらはピンク色のカバーが目印。青木日出夫によれば「オフィーリア・プレスはジロディアスが彼の作家たちに内緒で作った海賊出版社のようなものだった」という。

## トラベラーズ・コンパニオン・シリーズ
| 番号 | 作品                               | 著者                                         |
| ---- | ---------------------------------- | -------------------------------------------- |
| 2    | レイプ                             | マーカス・ヴァン・ヘラー                     |
| 3    | 処女の熱き唇                       | フランシス・レンゲル                         |
| 7    | 赤毛の男                           | J・P・ドンレヴィー                           |
| 11   | アモンの太腿                       | マーカス・ヴァン・ヘラー                     |
| 12   | マダム・カルラ                     | マルコム・ネスビット                         |
| 14   | 白い太腿                           | フランシス・レンゲル                         |
| 17   | ファニー・ヒル                     | ジョン・クレランド                           |
| 19   | ダーリン                           | ハリエット・ダイムラー                       |
| 23   | ローマの狂宴                       | マーカス・ヴァン・ヘラー                     |
| 32   | 快楽泥棒                           | ハリエット・ダイムラー＆ヘンリー・クラナック |
| 35   | 男狂い                             | マーカス・ヴァン・ヘラー                     |
| 36   | 花のノートルダム                   | ジャン・ジュネ                               |
| 37   | 背徳のボルジア家                   | マーカス・ヴァン・ヘラー                     |
| 39   | セクサス                           | ヘンリー・ミラー                             |
| 44   | O嬢の物語                          | ドミニク・オーリー                           |
| 47   | 性の世界                           | ヘンリー・ミラー                             |
| 49   | 閨房哲学                           | マルキ・ド・サド                             |
| 50   | ソドム百二十日あるいは淫蕩学校     | マルキ・ド・サド                             |
| 51   | 白書                               | ジャン・コクトー                             |
| 52   | ジュリエット物語あるいは悪徳の栄え | マルキ・ド・サド                             |
| 64   | キャンディ                         | テリー・サザーン                             |
| 66   | ロリータ                           | ウラジーミル・ナボコフ                       |
| 68   | プレクサク                         | ヘンリー・ミラー                             |
| 71   | マロウンは死ぬ                     | サミュエル・ベケット                         |
| 74   | 地下鉄のザジ                       | レーモン・クノー                             |
| 76   | 裸のランチ                         | ウィリアム・S・バロウズ                      |
| 77   | 黒い本                             | ロレンス・ダレル                             |
| 78   | 泥棒日記                           | ジャン・ジュネ                               |
| 87   | ピンク・トウ                       | チェスター・ハイムズ                         |
| 88   | ソフトマシーン                     | ウィリアム・S・バロウズ                      |
| 91   | 爆発した切符                       | ウィリアム・S・バロウズ                      |
| 214  | 義母                               | トー・クン                                   |

※邦訳のある作品限定。参考資料：青木日出夫「オリンピア・プレス（パリ）の刊行書リスト（1953-1965）」。